# Paul Le Bohec
Paul Le Bohec est un pédagogue né à Plouasne, dans les Côtes-du-Nord, le 28 juillet 1921. Il est mort le 12 janvier 2009. C'est un pédagogue Freinet, qui a développé la méthode naturelle d'apprentissage, notamment celle de mathématiques. Il a mis en avant l'expression création comme moteur du développement de l'enfant.

## Biographie
Il a obtenu son concours d'entrée à l'École Normale en 1937 à l'âge de 16 ans. 1940, Il découvre les spécificités de la vie rurale lors de la prise de fonction dans son premier poste à Gévézé. En 1945 il est nommé à Orgères au sud de Rennes. En 1946 il est nommé à Langourla. En 1947 il est nommé à Trégastel, poste où il restera 20 ans. La suite de sa carrière se déroule à l'IUT des carrières sociales à Rennes.
Il participe à de nombreux voyages à l'étranger, notamment à Berlin-Est en 1972, en Italie où il effectue 10 tournées dans plus de 60 villes à partir de 1985. Paul Le Bohec anime de nombreux ateliers dans les Rencontres internationales des éducateurs Freinet (RIDEF) à partir de 1981,.

### Carrière d'enseignant
- 1937 - réussite du concours d'entrée à l'École Normale.
- 1940 - premier poste à Gévézé.
- 1945 - poste à Orgères.
- 1947 - Poste à Trégastel avec un double niveau CP/CE1.
- 1967 - École de Picherel, à Trégastel.
- 1970 - Poste à l'IUT carrières sociales à Rennes.
- 1977 - retraite, active.

## Pédagogie
Paul Le Bohec a développé tout au long de sa carrière la méthode naturelle, un des fondements de la pédagogie Freinet. Il introduit le texte libre dans ses pratiques pédagogiques en 1942 à la suite de la lecture d'un article dans une revue officielle qui traitait des "textes de vie".
Il découvre l'Éducateur en 1945 et adhère au mouvement Freinet. Paul Le Bohec entame une correspondance active avec Élise et Célestin Freinet dès 1947. Il se dégage très souvent des techniques Freinet habituelles, comme la correspondance, afin de développer la création des enfants pour qu'ils aient une expression profonde. Il utilisera les nouvelles technologies comme le magnétophone, pour développer les langages des enfants. Il développe la méthode naturelle de mathématique en 1967 dans une classe double niveau de CP/CE1, dans l'école de Picherel. Il fera également évoluer sa pratique du texte libre en texte libre libre,.
De 1970 à 1977, Paul Le Bohec développera de nombreuses pratiques pédagogiques dont l'écriture collective, la méthode naturelle de poterie, les co-biographies et les écoutes picturales.

### Méthode naturelle de mathématique
Pratique en classe de la méthode naturelle de mathématique,,.
Les enfants d'une classe sont réunis par demi-groupes. Un groupe avec l'adulte et l'autre en autonomie. La consigne donnée au groupe est "avec des chiffres, des lettres des traits ou des points, faites quelque chose de mathématique." Les enfants font leur création en 2, 3 minutes et la soumettent au groupe. Les enfants observent les créations affichées, les commentent pendant que l'adulte les questionne pour qu'ils précisent leurs idées. Au fil des débats, les enfants créent les concepts mathématiques grâce au conflit socio-cognitif. Le lendemain, le groupe qui était en autonomie la veille, deviendra le groupe actif, avec l'adulte.